# Amanda Chou
Pour les articles homonymes, voir Chou.
Amanda Chou (chinois : 周曉涵) est une actrice, animatrice, et chanteuse taïwanaise née le 8 août 1984, à Taipei, Taïwan.

## Filmographie
Sauf indication contraire, les informations mentionnées dans cette section peuvent être confirmées par la base de données cinématographiques IMDb,  présente dans la section « Liens externes ».

### Télévision
- 1993 : Wo De Zhe Yi Ban : Yaqi Zhou
- 2006 : White Robe of Love : Hsiao-Ai (9 épisodes)
- 2007 : 18 Jin Bu Jin : Liang Pei Jun / Bei Bei
- 2010 : Jiu xiang lai zhe ni : Hsu Yen-Ling (11 épisodes)
- 2011 : Wo de wan mei nan ren : Chu (3 épisodes)
- 2011 : Ming Yun Jiao Xiao Qu : Liu Yunxi (18 épisodes)
- 2011 : Wo He Wo De Xiong Di En : Tiffany
- 2013 : Two Fathers : Chiang Ying-Fan (62 épisodes)
- 2013 : The Diamond's Dream : Yang Ting (4 épisodes)
- 2013-2014 : Love Family : Chang Yin-Yin (67 épisodes)
- 2014 : Tzao Din  de Jen-Ya Wu : Chen Chiu-Fen
- 2014 : Tie the Knot : Rima (14 épisodes)
- 2014-2015 : I do 2 : Liang Man-Ni (14 épisodes)
- 2015 : Love Cuisine : Cindy Yao (4 épisodes)
- 2015-2016 : Ai shang ge men : Fan Xiao-Jing (8 épisodes)
- 2016 : Love at Seventeen : Pai Shu-Lei (15 épisodes)
- 2016 : Love by Design : Chou Hsiao-Han (1 épisode)
- 2017 : Shi Zi Wang Qiang Da : Wang Chiang-Wei (16 épisodes)
- 2019 : My Hero, My Daddy : Huang Tien-Lan (6 épisodes)

### Cinéma
- 2018 : The Outsiders de Han-Chen Ke